# 大袋鼯属
大袋鼯屬（大袋鼯），哺乳綱的一屬屬於環尾袋貂科，而與大袋鼯屬（大袋鼯）同科的動物尚有岩卷尾袋貂屬（岩卷尾袋貂）、假掌袋貂屬（低地假掌袋貂）、環尾袋貂屬（粗卷尾袋貂）等之數種哺乳動物。
2020年的基因分析發現大袋鼯為三個物種：

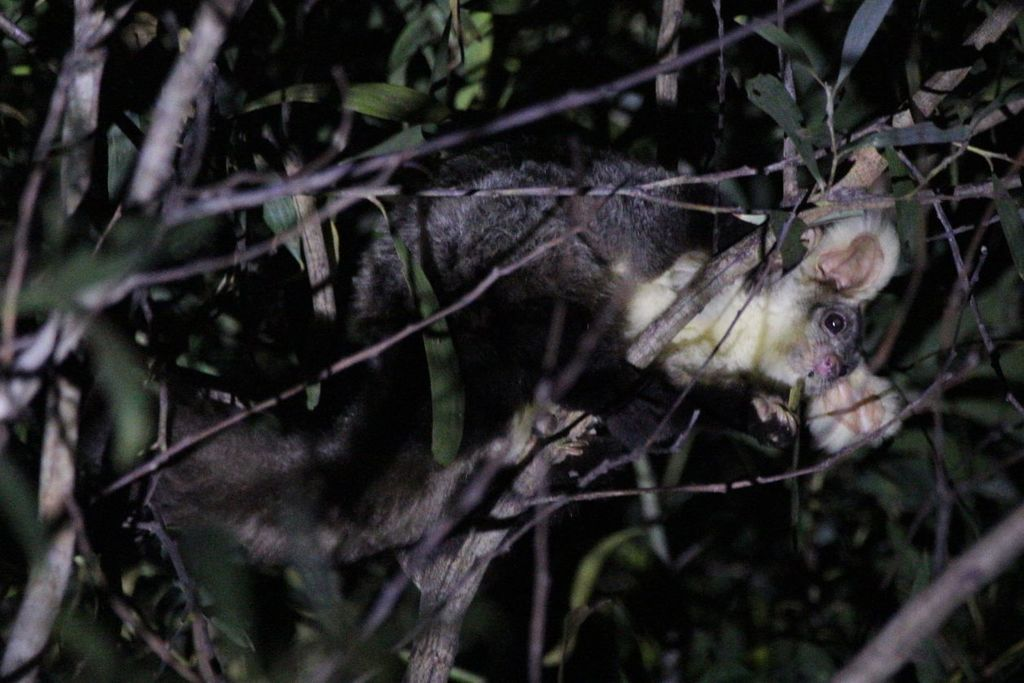
Petauroides armillatus/中部大袋鼯
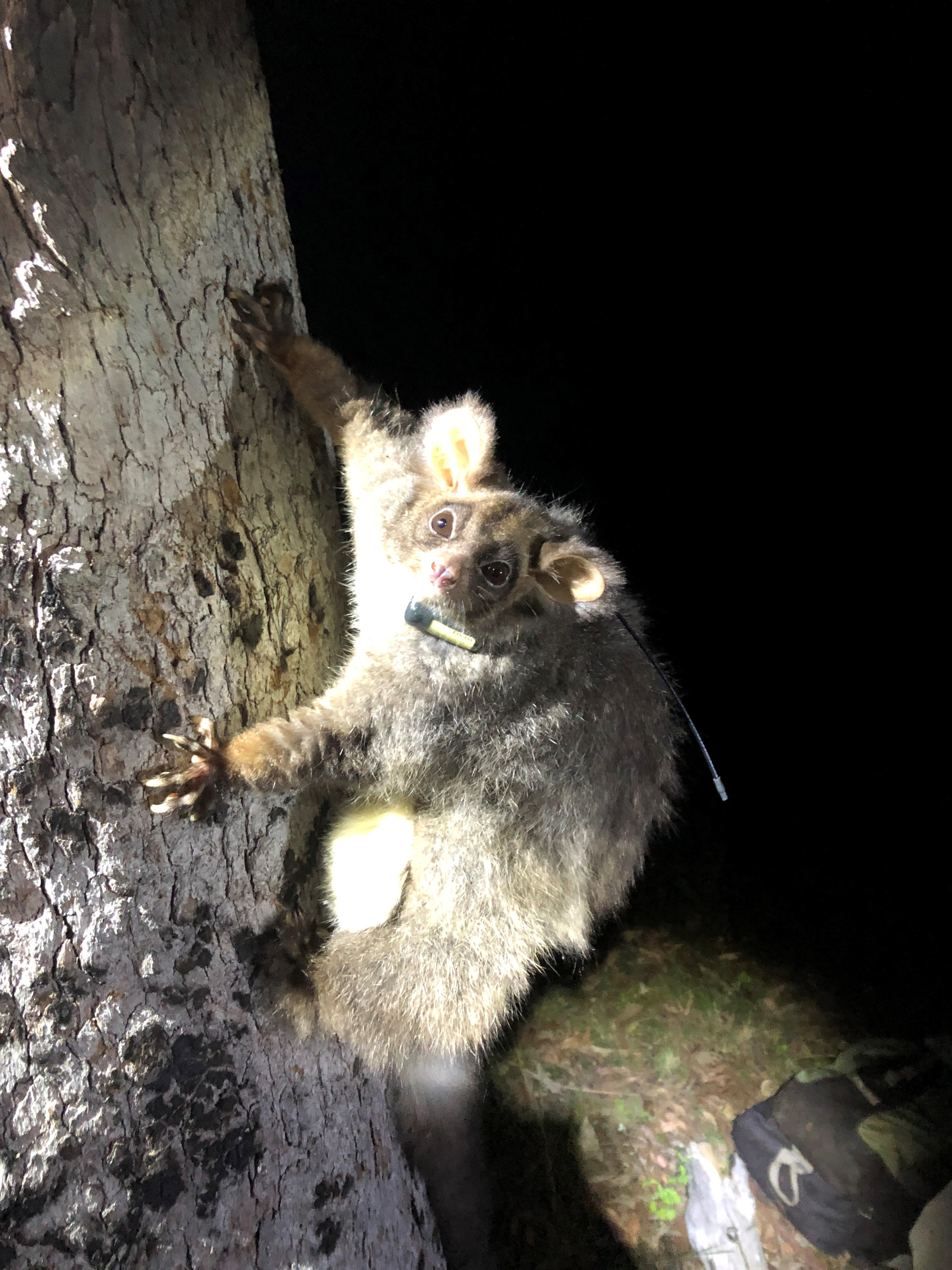
Petauroides minor/北部大袋鼯
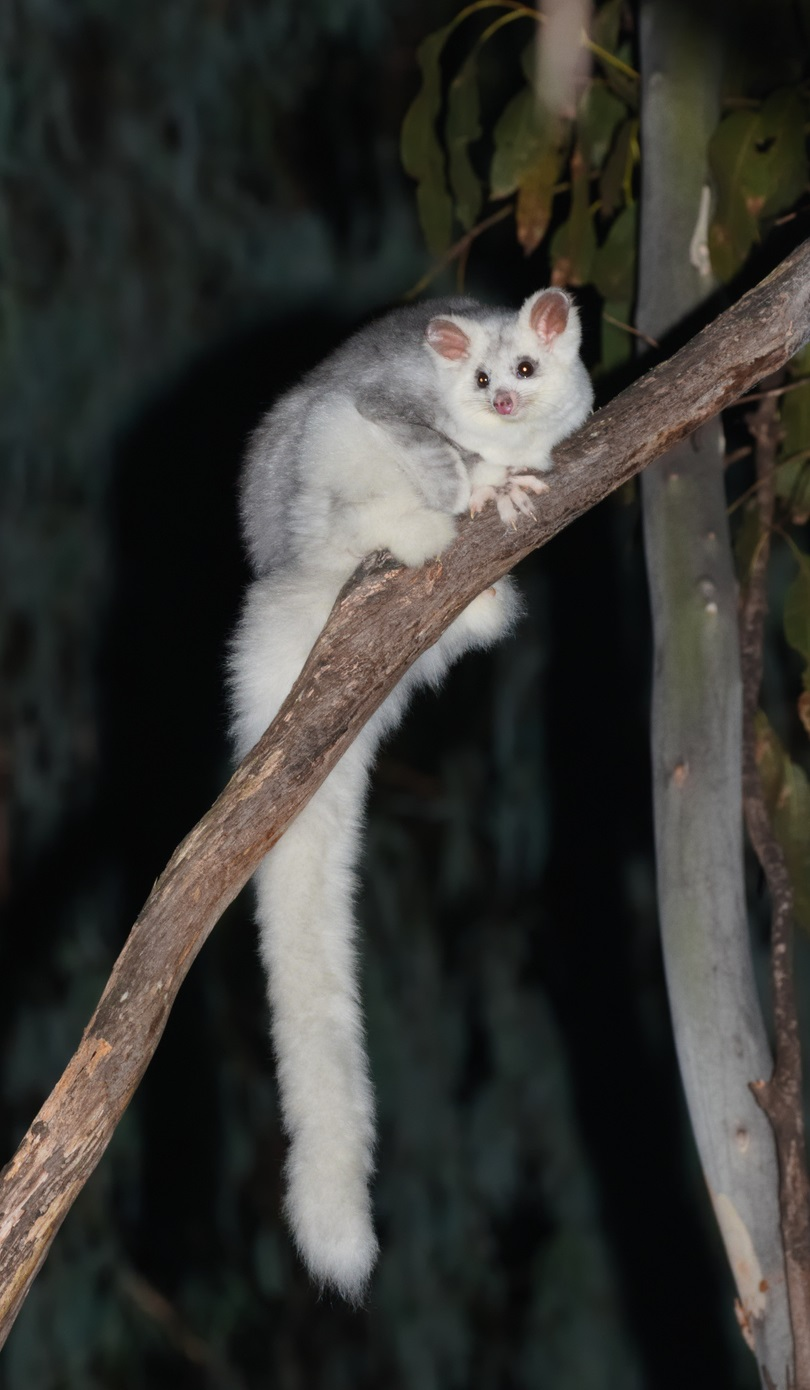
Petauroides volans/南部大袋鼯